# Acanthocinus henschi
Acanthocinus henschi  (лат.) — жук из семейства усачей и подсемейства ламиин (Lamiinae).

## Описание
Длина тела 7—11 мм (фото). Усы в 2 раза превышают длину тела.

## Распространение
Австрия, Греция, Италия, Македония, Хорватия.

## Экология и местообитания
Развитие длится 1-2 года. Взрослые жуки появляются с июня по август.
Встречаются на чёрной сосне (Pinus nigra).